# لی بیونگ هون (بازیگر)
لی بیونگ هون (کره‌ای: 이병헌؛ زادهٔ ۱۲ ژوئیه ۱۹۷۰) بازیگر اهل کره جنوبی است. او به خاطر کارهایش در طیف گسترده‌ای از ژانرهای مختلف از جمله منطقه امنیتی مشترک (۲۰۰۰)، آل این (۲۰۰۳)، یک زندگی تلخ و شیرین (۲۰۰۵)، خوب، بد، عجیب (۲۰۰۸)، آیریس (۲۰۰۹)، من شیطان را دیدم (۲۰۱۰)، مبدل‌پوش (۲۰۱۲) و آقای آفتاب (۲۰۱۸) تحسین منتقدان را دریافت کرده است. نفوذی‌ها، فیلم مورد تحسین قرار گرفتهٔ منتقدان، برای لی جایزهٔ بهترین بازیگر نقش اول مرد در سه مراسم بزرگ جایزه را به ارمغان آورد: پنجاه و دومین جوایز هنری بکسانگ، سی و هفتمین جوایز فیلم اژدهای آبی و پنجاه و سومین جوایز ناقوس بزرگ. لی بیونگ هون در سال‌های ۲۰۱۲ و ۲۰۱۸ به عنوان بازیگر سال کره توسط گالوپ کره انتخاب شد. او شخصیت فرانت من را در مجموعه تلویزیونی نتفلیکس بازی مرکب ایفا کرد.
لی بیونگ هون در ایالات متحده به خاطر ایفای نقش در جی.آی. جو: ظهور کبرا (۲۰۰۹) و دنبالهٔ آن جی. آی. جو: تلافی (۲۰۱۳) و بازی در کنار بروس ویلیس در رد ۲ (۲۰۱۳) شناخته می‌شود. او نقش تی-۱۰۰۰ در نابودگر: جنسیس (۲۰۱۵)، بیلی راکس در هفت دلاور (۲۰۱۶) را ایفا کرده است. لی بیونگ هون اولین بازیگر اهل کره جنوبی است که در مراسم جوایز اسکار در لس آنجلس جایزه‌ای را اهدا کرد و عضو آکادمی علوم و هنرهای سینما است. لی بیونگ هون و آن سونگ کی اولین بازیگران کره جنوبی هستند که اثر دست‌ها و پاهای خود را بر روی بتن در مقابل سالن نمایش چینی گرامن در هالیوود، لس آنجلس ثبت کردند.

## حرفه

### آغاز فعالیت و پیشرفت
حرفهٔ بازیگری لی در سال ۱۹۹۱ پس از شرکت در یک ادیشن استعدادیابی کی‌بی‌اس آغاز شد و نخستین تجربهٔ بازیگری او در مجموعه تلویزیونی همین شبکه به نام آسفالت زادگاهم بود. لی توجه‌ها را با حضور در مجموعه تلویزیونی اکشن مرد آسفالت و فیلم عاشقانه ارغنون در حافظهٔ من به خود جذب کرد اما در سال ۲۰۰۰ به خاطر حضور در فیلم کارگردان پارک چان-ووک به نام منطقه امنیتی مشترک به پیشرفت چشمگیری دست پیدا کرد. این فیلم رکورد باکس آفیس را شکست و به پرفروش‌ترین فیلم کره‌ای تا آن زمان تبدیل شد. لی در این فیلم در نقش یک سرباز مرزبانی ظاهر شد و به خاطر آن برندهٔ جایزه بهترین بازیگر نقش اول مرد در مراسم جوایز منتقدان فیلم بوسان شد.

### شهرت جهانی
در سال ۲۰۰۱، محبوبیت او با حضور در ملودرام‌های روزهای زیبا و بانجی جامپینگ خودشان همچنان ادامه پیدا کرد. در سال ۲۰۰۳، او جایزه بزرگ (دسانگ) در مراسم جوایز درامای اس‌بی‌اس و جایزه بهترین بازیگر نقش اول مرد در مراسم جوایز هنری بکسانگ به خاطر عملکردش در مجموعه تلویزیونی آل این دریافت کرد. لی بیونگ هون به خاطر کارهایش در سینما و تلویزیون، در سراسر آسیا به ویژه در ژاپن به محبوبیت زیادی رسید.

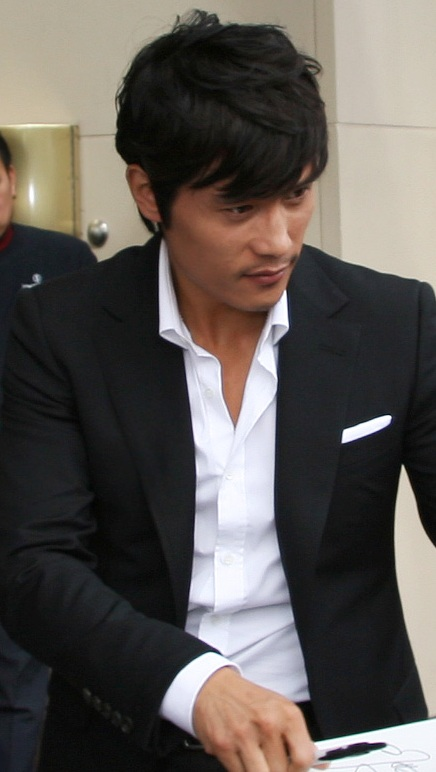
لی بیونگ هون در سال ۲۰۰۸

از سال ۲۰۰۵ لی بیونگ هون بر فیلم تمرکز کرد و تحسین منتقدان را به خاطر ایفای نقش در فیلم یک زندگی تلخ و شیرین به کارگردانی کیم جی-وون دریافت کرد و این فیلم در بخش خارج از رقابت جشنواره فیلم کن ۲۰۰۵ به نمایش درآمد. لی نامزدی جایزه بهترین بازیگر نقش اول مرد در مراسم‌های جوایز فیلم اژدهای آبی و جوایز ناقوس بزرگ دریافت کرد و برندهٔ جایزه بهترین بازیگر نقش اول مرد در جوایز هنری بکسانگ و جوایز انجمن منتقدان فیلم کره‌ای شد.
او دوباره با کارگردان کیم جی-وون در فیلم خوب، بد، عجیب همکاری کرد و اولین نقش شرور او به حساب می‌آید. این فیلم در بخش خارج از رقابت جشنواره فیلم کن ۲۰۰۸ به نمایش درآمد. عملکرد چشم‌گیر لی در این فیلم باعث افزایش شهرت جهانی و آغاز فعالیت او در هالیوود شد. اولین فیلم هالیوودی او جی.آی. جو: ظهور کبرا در کنار چنینگ تیتوم و سیه‌نا میلر بود.
او به کره بازگشت و در فیلم من با باران می‌آیم در کنار بازیگر آمریکایی جاش هارتنت و بازیگر ژاپنی تاکویا کیمورا ایفای نقش کرد.
لی در اواخر سال ۲۰۰۹ در بازگشت خود به تلویزیون، در مجموعه تلویزیونی اکشن دلهره‌آور آیریس در نقش یک مأمور مخفی ایفای نقش کرد. بر اساس گزارش‌های اعلام شده، دستمزد او برای هر قسمت بیش از ۱۰۰ میلیون وون بود و سومین دستمزد بالا برای هر قسمت در تاریخ درام تلویزیونی کره جنوبی به‌شمار می‌آید. آیریس یکی از پرهزینه‌ترین درام‌هایی بود که تا آن زمان در کره جنوبی تولید شده‌بود و در سراسر آسیا به موفقیت زیادی رسید. لی به خاطر عملکردش در این مجموعه برندهٔ جایزه بزرگ (دسانگ) در جوایز درامای کی‌بی‌اس و برندهٔ جایزه بهترین بازیگر نقش اول مرد در جوایز هنری بکسانگ شد.
در سال ۲۰۱۰، لی بیونگ هون در سومین همکاری خود با کارگردان کیم جی-وون، در فیلم من شیطان را دیدم در کنار چوی مین شیک ایفای نقش کرد که در جشنواره فیلم ساندنس به نمایش درآمد. او در نقش یک مأمور اطلاعاتی بازی کرد و برندهٔ جایزه بزرگ در جوایز هنری بکسانگ شد.

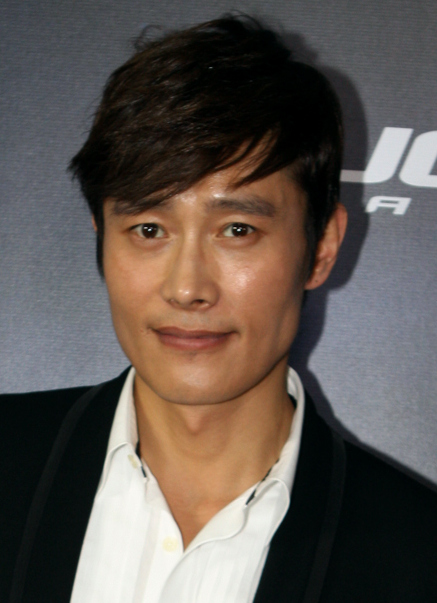
لی بیونگ هون در سال ۲۰۱۳

## زندگی شخصی
لی بیونگ هون زادهٔ سئول، کره جنوبی است. او یک خواهر کوچکتر به نام لی اون هون دارد که برندهٔ عنوان دختر شایستهٔ اخلاق در دوشیزه کره سال ۱۹۹۶ شد. لی از دانشگاه هانیانگ در رشته ادبیات فرانسه و از دانشکده تحصیلا تکمیلی دانشگاه چونگ آنگ در رشته تئاتر و سینماتوگرافی فارغ‌التحصیل شده است. لی در اوقات فراغت خود به تمرین تکواندو می‌پردازد.

### روابط عاشقانه و ازدواج
لی بیونگ هون با سونگ هه کیو، همبازی‌اش در آل این، رابطه عاشقانه‌ای در اوایل دهه ۲۰۰۰ آغاز کرد. این رابطه اگرچه کم‌اهمیت بود و به ندرت تبلیغ می‌شد، پانزده ماه به طول انجامید و سپس در اواسط ژانویه ۲۰۰۴ از یکدیگر جدا شدند. لی با بازیگر لی مین جونگ در ۱۰ اوت ۲۰۱۳ در هتل گرندهایت در سئول ازدواج کرد. این زوج برای مدت کوتاهی در سال ۲۰۰۶ قرار می‌گذاشتند و سپس در سال ۲۰۱۲ رابطهٔ خود را از سر گرفتند. فرزند اول آنها که یک پسر با نام لی جون هو بود، در ۳۱ مارس ۲۰۱۵ به دنیا آمد. در ۴ اوت ۲۰۲۳، همسر لی تأیید کرد که او در انتظار دومین فرزند خود است. فرزند دوم آنها که یک دختر بود، در ۲۱ دسامبر ۲۰۲۳ به دنیا آمد.
لی بیونگ هون که مجبور شد پس از مرگ پدرش بدهی‌های او را تسویه کند، به افسردگی دچار شد. او سپس دچار اختلال پنیک شد و شرکت در مراسم‌های اهدای جوایز برای او دشوار شده بود. همسرش لی مین جونگ به او کمک کرد تا بر چالش‌های سلامت روان خود غلبه کند.

## ترانه‌شناسی

### آلبوم
| سال  | نام آلبوم                      |
| ---- | ------------------------------ |
| ۱۹۹۹ | «به من»                        |
| ۲۰۰۸ | «ایتسوکا (روزی)» -آلبوم ژاپنی- |

### ساندترک
| سال  | نام ترانه      | آلبوم        |
| ---- | -------------- | ------------ |
| ۲۰۱۰ | «بمان»         | اواس‌تی آیریس |
| ۲۰۱۰ | «جاده بی‌پایان» | اواس‌تی آیریس |